# Sexualkontakt

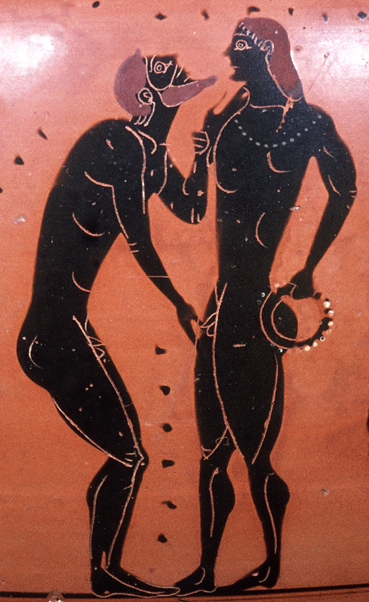
Sexualkontakt; antike griechische Darstellung auf einer attisch-schwarzfigurigen Amphore; ca. 540 v. Chr.

Unter Sexualkontakt (auch sexueller Kontakt) wird der sexuell motivierte körperliche Kontakt zwischen Menschen verstanden. Er ist häufige Folge einer sexuellen Handlung mindestens einer Person und kann im Einvernehmen der berührten Personen geschehen oder uneinvernehmlich als sexuelle Belästigung, im Extremfall als Vergewaltigung. Sexualkontakte sind zentraler Bestandteil der meisten Sexualpraktiken und können sexuelle Erregung auslösen.
Der Begriff ist sehr weit gefasst, beginnt bei Zärtlichkeiten und Fummeln über der Kleidung und meint besonders Petting unter der oder ohne Kleidung bis hin zum penetrativen Geschlechtsverkehr. 
Typische Sexualpraktiken sind gegenseitige Masturbation, orale Praktiken wie Fellatio und Cunnilingus und vaginaler oder analer Geschlechtsverkehr. Bei autosexuellen Handlungen mit nur einem Beteiligten (zum Beispiel Selbstbefriedigung) spricht man nicht von Sexualkontakt. Auch sexuelle Handlungen mit mehreren Beteiligten, bei denen es aber nicht zu Körperkontakt kommt – wie Telefonsex/Sexting oder Exhibitionismus –, gelten nicht als Sexualkontakte.
Die Medizin, Gesundheitsvorsorge und Epidemiologie interessieren sich für Sexualkontakte wegen der Möglichkeit, dabei sexuell übertragbare Erkrankungen weiterzugeben oder damit infiziert zu werden. Auch die Psychologie interessiert sich für Sexualkontakte in Hinblick auf die dabei ablaufenden neurologischen Prozesse, die zugrundeliegenden Triebe bzw. Handlungsmotive und die eventuelle Auslösung von Traumata etc.
Der Begriff wird vor allem in der Medizin und Gesundheitsvorsorge verwendet. In der deutschsprachigen Kriminologie und Rechtswissenschaft spielt er hingegen nur eine kleine Rolle, da dort vor allem von sexuellen Handlungen gesprochen wird.

## Etymologie
Nach den ersten Verwendungen entstand der Begriff anscheinend im medizinischen Bereich in Zusammenhang der Ansteckung mit sexuell übertragbaren Krankheiten, im Speziellen der Gonorrhoe (Tripper), die auch ohne penetrativen Verkehr möglich ist. 

## Rechtliche Aspekte
In fast allen Kulturen sind Sexualkontakte gesellschaftlichen Regeln oder Normen unterworfen. Der Inhalt dieser Regeln unterscheidet sich von Kultur zu Kultur teilweise erheblich. Bei Einvernehmlichkeit sind diese nur in Ländern mit Schariarecht auch Gegenstand von Gesetzen. Gewaltsam oder auch nur gegen den Willen einer beteiligten Person erzwungene Sexualkontakte hingegen werden in so gut wie allen Ländern als sexuelle Nötigung oder Vergewaltigung mit teils schweren Strafen geahndet.

### Deutschsprachiger Raum
Im Rechtlichen spielt der Begriff im deutschsprachigen Raum nur eine kleine Rolle, da dort vor allem von sexuellen Handlungen gesprochen wird. Im deutschsprachigen kodifizierten Sexualstrafrecht ist er nur bspw. in den Überschriften des 2011 eingeführten § 208a öStGB (Anbahnung von Sexualkontakten zu Unmündigen) und des 2009 eingeführten § 214 öStGB (Entgeltliche Vermittlung von Sexualkontakten mit Minderjährigen) zu finden.

### Vereinigte Staaten
In den Vereinigten Staaten ist sexual contact ein im Rechtssystem verankerter Begriff. Er ist im kodifizierten Bundesrecht, dem United States Code, und in den kodifizierten Strafrechten der Bundesstaaten definiert und ebenso in ähnlichen Regelungen verschiedener Organisationen. Dabei gibt es kleine Unterschiede in den einzelnen Rechtsbereichen. Nach Bundesrecht ist damit das absichtliche direkte (nackt) oder indirekte (durch die Kleidung) Berühren der Genitalien, des Anus, der Leistengegend, der Brüste, der Innenschenkel oder der Gesäßbacken mit der Absicht, zu missbrauchen, zu demütigen, zu belästigen, herabzusetzen oder um die sexuelle Begierde zu befriedigen, gemeint. Im Bundesstaat New York wird es beispielsweise strafrechtlich eingeschränkt auf Personen, die nicht mit dem Aktor in einer vom Bundesstaat anerkannten Beziehung leben und die Körperstellen sind nicht extra aufgezählt. Im Bundesstaat Texas ist es auf Befriedigung der sexuellen Begierde beschränkt. Für Kinder gibt es eine eigene Definition, welche die Berührung jedes Teil des Kindes mit den eigenen erogenen Zonen umfasst. Im Bundesstaat Ohio werden Körperregionen zwar aufgezählt, aber mit dem Hinweis, dass dies nicht anderes ausschließen würde.